# شارلوت أميرة بروسيا
الأميرة فيكتوريا إليزابيث أوغست شارلوت من بروسيا (24 يوليو 1860 - 1 أكتوبر 1919) كانت دوقة ساكس مايننغن، وزوجة آخر حكام الدوقية برنهارد الثالث. ولدت في القصر الجديد في بوتسدام، وكانت الطفلة الثانية والابنة الكبرى لفريدريش أمير بروسيا، والذي كان من بيت هوهنزوليرن، وأصبح ولي عهد بروسيا عام 1861 والإمبراطور الألماني في عام 1888. كانت شارلوت من خلال نَسَب أمها الأميرة الملكية فيكتوريا، الحفيدة الكبرى للملكة فيكتوريا أميرة بريطانيا وإمبراطورة ألمانيا وقرينها الأمير ألبرت من ساكس-كوبرغ وغوتا.
كانت الأميرة شارلوت طفلةً صعبة المراس وطالبة غير مبالية، وتميزت بسلوكها العصبي. توترت علاقتها مع والدتها، وعندما كبرت، طورت شارلوت ميلًا لنشر النميمة والتسبب في المتاعب. حرصت على التهرب من رقابة الوالدين، وتزوجت في سن السابعة عشرة من الأمير برنهارد أمير ساكس مايننغن وذلك في عام 1878. أثرت شخصية زوجها ضعيف الإرادة بشكل ضئيل عليها. اشتهرت الأميرة شارلوت، المعروفة بنشر النميمة وشخصيتها الغريبة، في مجتمع برلين بينما تركت في كثير من الأحيان طفلتها الوحيدة، الأميرة فيودورا، تحت رعاية أفراد الأسرة. كانت علاقة شارلوت وفيودورا معقدة أيضًا.
خلف شقيق شارلوت والدهم الإمبراطور فيلهلم الثاني في عام 1888، مما زاد من تأثيرها الاجتماعي. واشتهرت طوال فترة حكم شقيقها بإحداث الأذى، وقضت حياتها بين نوبات المرض، في مساعٍ طائشة ومتهورة. أصبحت دوقة ساكس مايننغن في عام 1914، لكن زوجها فقد لقبه مع نهاية الحرب العالمية الأولى في عام 1918. توفيت شارلوت في العام التالي بنوبة قلبية في بادن بادن، إذ عانت طوال حياتها من اعتلال الصحة. يعتقد معظم المؤرخين الآن أنها كانت مصابة بالبُرفيرية، وهو مرض وراثي أصاب العائلة المالكة البريطانية.

## النشأة

### المولد والعائلة
ولدت الأميرة فيكتوريا إليزابيث أوغست شارلوت في 24 يوليو 1860 في القصر الجديد في بوتسدام. كانت الابنة الكبرى والطفلة الثانية للأمير فريدريش فيلهلم أمير بروسيا وزوجته فيكتوريا الأميرة الملكية والمعروفة باسم فيكي في العائلة. ولدت طفلة بصحة جيدة بعد تسعة عشر شهرًا من الولادة المتعثرة لأخيها الأكبر الأمير فيلهلم. أرادت جدتها الملكة فيكتوريا تسمية حفيدتها الكبرى باسمها. إلا أن البروسيّون أرادوا تسمية الأميرة الجديدة شارلوت على اسم الإمبراطورة الروسية ألكسندرا فيودوروفنا، التي ولدت بلقب الأميرة شارلوت بروسيا. وكحل وسط، اختير اسمها الأول فيكتوريا، بينما أُشير إليها دائمًا باسم شارلوت. سميت أيضًا على اسم جدتها لأبيها، أوغوستا ملكة بروسيا.
تنتمي عائلة والد شارلوت إلى منزل هوهنزولرن، وهو منزل ملكي حكم دولة بروسيا الألمانية منذ القرن السابع عشر. أصبح والد شارلوت مع إتمام عامها الأول، وليًا للعهد عندما اعتلى والده العرش البروسي بلقب الملك فيلهلم الأول. كانت فيكي- والدة شارلوت- الابنة الكبرى للملكة البريطانية فيكتوريا والأمير الزوج ألبرت. كان شارلوت وشقيقها فيلهلم الحفيدين الوحيدين الذين ولدوا وألبرت على قيد الحياة. زار وفكتوريا ابنتهما وحفيديهما عندما كانت شارلوت تبلغ من العمر شهرين، كما أحضرت فيكي وفريدريش ويليام بدورهما فيلهيلم وشارلوت في زيارة إلى إنجلترا في يونيو 1861، قبل ستة أشهر من وفاة ألبرت.

### التنشئة والتعليم
ضمت الأسرة المتنامية ثمانية أطفال، وأمضت فصول الشتاء في برلين والصيف في بوتسدام، مع إمضاء بعض الفترات في البلاد لإسعاد الأطفال. وفي عام 1863، اشترت فيكي وفريدريش ويليام عقارًا متهالكًا وجددوه ليصبح مزرعة، مما سمح للعائلة بتجربة حياة ريفية بسيطة بشكل دوري. كان فريدريش وليام زوجًا محبًا، إلا أن واجباته بصفته ضابطًا في الجيش البروسي، قد أبعدته عن المنزل بشكل متزايد. اتسمت فيكي بكونها أمًا متطلبة فكريًا، وتوقعت أن يظهر أطفالها قيادة أخلاقية وسياسية، وفي غياب زوجها أشرفت بعناية على تعليمهم وتربيتهم.
لاحظت فيكي بعد وقت قصير من وصولها إلى بلدها الجديد، الجدالات والمؤامرات المستمرة ضمن العائلة المالكة البروسية. عزز ذلك إيمانها بتفوق الثقافة الإنجليزية، فقامت بتربية أطفالها في دور الحضانة على الطراز الإنجليزي، ونجحت في تعزيز حب بلدها الأصلي من خلال دمج جوانب الثقافة الإنجليزية في المنزل واصطحابهم في رحلات متكررة إلى إنجلترا.
تغيرت العلاقة الوثيقة بين فيكي وابنتها الكبرى عندما كبرت الفتاة، وعُرفت شارلوت باسم «ديتا الصغيرة الجميلة الشقية» مع بلوغها عامها الثاني، وكانت الأصعب مراسًا من بين إخوتها الثمانية. تصرفت بعصبية واعتادت الانفعال في طفولتها، مثل شدها لملابسها. أدت العادة المبكرة المتمثلة في قضم أظافرها إلى اتخاذ تدابير وقائية مثل ارتداء القفازات القسري، لكن هذه الطرق لم تعطٍ إلا نتائج مؤقتة. كتبت الملكة فيكتوريا لابنتها: «أخبري شارلوت بأنني ذُهلت لسماع أنها تقضم أغراضها. الجدة لا تحب الفتيات الصغيرات المشاغبات». سجلت ولية العهد في مذكراتها عام 1863 أن «عقل شارلوت الصغير يبدو نشطًا جدًا بالنسبة لجسدها، فهي متوترة وحساسة للغاية وفطنة جدًا. نومها ليس جيدًا كما ينبغي، كما أنها نحيفة للغاية». أصيبت شارلوت بنوبات غضب عنيفة، ووصفتهم فيكي بأنها «نوبات من الغضب والعناد صرخت فيها حتى بحّ صوتها». عانت الفتاة أيضا من نقص الوزن ومن مشاكل هضمية.
كانت شارلوت طالبةً غير مبالية، وأثار ذلك استياء والدتها التي أعطت أهمية كبيرة للتعليم. أعلنت مربية شارلوت أنها لم تشهد «صعوبات أكثر» من تلك التي واجهتها مع الأميرة. كتبت فيكي ذات مرة عن شارلوت في رسالة إلى والدتها أن «الغباء ليس خطيئة، ولكنه يجعل من التعليم مهمة صعبة وشاقة». لم تخفِ ولية العهد أفكارها الحقيقية عن أولئك الذين أثاروا استياءها، ونبهت أطفالها بقوة لتشجيع جهودهم، ومساعدتهم على تجنب الغرور. حثت الملكة فيكتوريا ابنتها على التصرف بشكل مشجع تجاه شارلوت بدلًا من العتاب، مؤمنة أن ابنتها لا يمكنها توقع مشاركة الأميرة الشابة أذواقها. يشير كاتب السيرة الذاتية جيرولد إم باكارد إلى احتمال أن «الفتاة الجميلة، والمتوترة والمتجهمة قد شعرت بخيبة أمل والدتها في سن مبكرة» مما أدى إلى تفاقم الهوة بينهما.
نشأ شقاق بين أبناء الأسرة الثلاثة الأكبر والأبناء الثلاثة الأصغر سنًا. أدت وفاة أخوي شارلوت سيغيسموند ووالديمار في عامي 1866 و1879 على التوالي إلى غياب ولي العهد. يفترض المؤرخ جون سي جي رول أن أطفال فيكي الثلاثة الأكبر «لا يمكنهم أبدًا أن يرقوا إلى مستوى ذكراها المثالية عن الأميرين المتوفين». لم تكرر فيكي أسلوب تربيتها الصارم الذي مارسته مع أبنائها الثلاثة الأكبر- فيلهلم وشارلوت وهنري- في علاقتها ببناتها الثلاثة الأصغر سنًا، فيكتوريا وصوفيا ومارجريت. استاء الأطفال الأكبر بدورهم بعد إحساسهم بخيبة أمل والدتهم، من تساهلها تجاه شقيقاتهن الأصغر. يتكهن المؤرخ جون فان دير كيست بأن فيكي أظهرت نفس المستوى من القبول مع شارلوت كما هو الحال مع أطفالها الصغار، وربما «كانت العلاقة بينهن أكثر سعادة».
كانت شارلوت المفضلة عند أجدادها من الأب، والذين اعتادت رؤيتهم كثيرًا. دلل الملك فيلهلم والملكة أوغوستا حفيدتهما وشجعوها على التمرد ضد ولي العهد والأميرة، وكثيرًا ما انحازت شارلوت وشقيقها إلى جانبهما في الخلافات مع والديها. شجع هذا التمرد المستشار الألماني أوتو فون بسمارك، الذي أثار خلافات سياسية مع ولي العهد الليبرالي والأميرة.
تمتعت شارلوت أيضًا بعلاقة وثيقة مع شقيقها الأكبر، على الرغم من أنهما تباعدا بعد زواجه في عام 1881 من أوغستا فيكتوريا من شلسفيغ هولشتاين «دونا»، الأميرة التي وصفتها شارلوت بأنها بسيطة وغبية وخجولة، واضطربت علاقتها مع فيلهلم نتيجة لذلك.